# Classe Yilan
Pour les articles homonymes, voir Yilan.
La classe Yilan est une classe de patrouilleur de la garde côtière de Taïwan.

## Historique
La classe Yilan est affectée aux missions de patrouille garde-côtière.
Elle fait l'objet d'un contrat de deux navires signé en 2011. Le coût de fabrication de ces deux patrouilleurs de classe Yilan revient à un montant estimé à 5,214 milliards NT$,.
La fabrication est assurée par Jong Shyn Shipbuilding Company (en), sur son site de Kaohsiung.
Les deux exemplaires de cette classe de navire ont été officiellement livrés les 11 février et 18 avril 2014 à la garde côtière de Taïwan, avant une mise en service en août et octobre 2014. Ils sont formellement inaugurés le 9 juin 2015.
L'un est affecté à la patrouille en mer de Chine orientale, l'autre en mer de Chine méridionale. Ils sont par ailleurs capables d'accoster sur les nouveaux quais de l'île Taiping.

## Caractéristiques
Les navires de classe Yilan, longs de 119,42 m et larges de 15,20 m, ont un déplacement à pleine charge de 3 694 tonnes pour un déplacement nominal de 3 000 tonnes. Avec une quadruple propulsion de 5 200 kW et un rayon d'action de 10 000 milles marins, ils peuvent naviguer à une vitesse maximale de 24 nœuds,.
Le navire est équipé d'un canon à eau à haute pression dans le cadre de ses activités de patrouille, et intègre une tourelle de canon de 40 mm et deux de 20 mm.
La conception permet au navire d'être converti en navire de combat. Il permet l'atterrissage d'hélicoptères.

## Liste des navires
- Yilan CG128[4]
- Kaohsiung CG129[5]

Le numéro de coque est traditionnellement lié à la valeur de déplacement à pleine charge ; la classe Yilan ne suit pas cette logique.

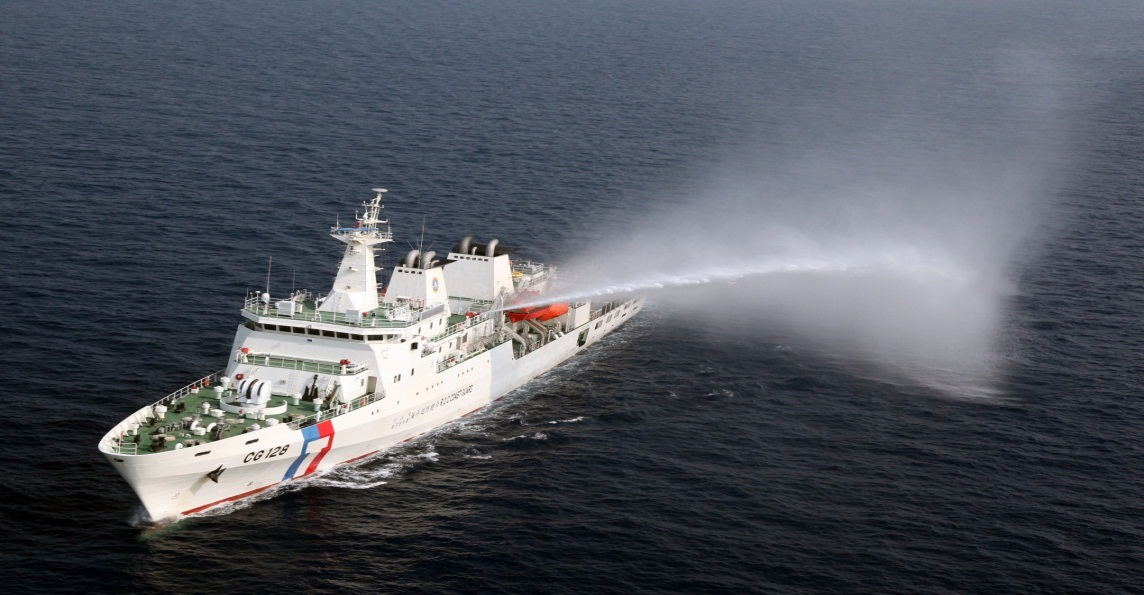
Yilan CG128.
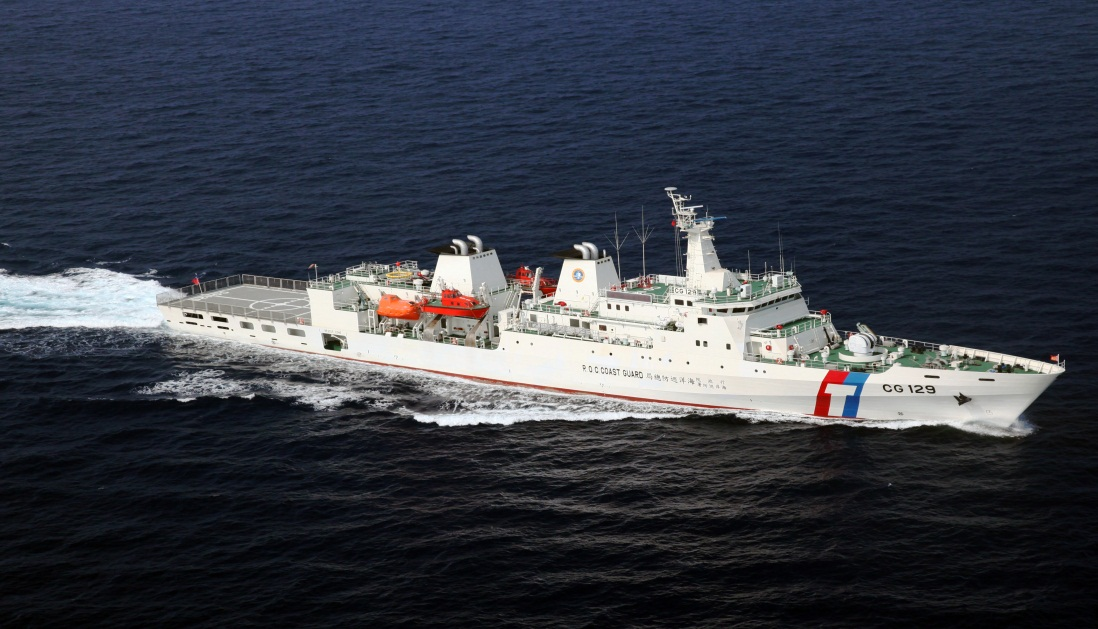
Kaohsiung CG129.